# Rezistența (Războiul stelelor)

Logo-ul Rezistenței

Rezistența este o mișcare fictivă de rezistență și o forță paramilitară privată condusă de generalul Leia Organa care se opune Primului Ordin în universul fictiv Războiul stelelor. Este o rămășită a armatei Noii Republici și se inspiră din Alianța Rebelilor, care a înființat Noua Republică după războiul cu Imperiul Galactic. Mulți dintre ofițerii de rang înalt ai Rezistenței au servit și în Alianța Rebelilor cu treizeci de ani în urmă, inclusiv Generalul Organa și Amiralul Ackbar, în timp ce unii ofițeri inferiori au avut părinți care au servit în Alianța Rebelilor, așa cum este cazul lui Poe Dameron.
Rezistența a fost înființată de senatorul Leia Organa, ca răspuns la apariția Primului Ordin, o dictatură militară care s-a dezvoltat din rămășitele vechiul Imperiu căzut în spațiul neexplorat al galaxiei, în Regiunile Necunoscute, pe baza unor imperiali loiali. Noua Republică nu a considerat Primul Ordin o amenințare credibilă, așa că senatorul Organa și câțiva alți veterani rebeli, care credeau că Primul Ordin este o amenințare la adresa păcii, s-au despărțit de armata Noii Republici și au fondat rezistența pentru a verifica Primul Ordin. Așa cum este descris în evenimentele din Star Wars: The Force Awakens (2015), Primul Ordin a folosit super-arma sa de pe baza Steaua Morții pentru a distruge guvernul Noii Republici și flota stelară, lăsând galaxia vulnerabilă pentru cucerire, Rezistența fiind singura forță care i se mai putea opune.  
Rezistența este principala fracțiune protagonistă în trilogia sequel Star Wars, introdusă pentru prima dată în filmul Star Wars: The Force Awakens și continuând să apară în Star Wars: The Last Jedi (2017). Este de așteptat să apară în Star Wars: Episode IX (2019).